# Прадо Вальехо, Хулио
Хулио Прадо Вальехо (исп. Julio Prado Vallejo, 3 июля 1924, Кито, Эквадор — 20 октября 2006) — эквадорский дипломат и государственный деятель, министр иностранных дел Эквадора (1967—1968).

## Биография
Являлся председателем комиссии по демаркации границы с Перу, заместителем министра иностранных дел, постоянным представителем при Организации американских государств.
- 1967—1968 гг. — министр иностранных дел Эквадора,
- 1979—1997 гг. — член консультативного совета МИД,
- 1977—1998 гг. — член,
- 1986—1988 гг. — председатель Комитета Организации Объединенных Наций по правам человека,
- 2000—2003 гг. — специальный докладчик ООН по вопросу о правах коренных народов.

Являлся директором Института прав человека при Центральном университете Эквадора.